# Mary Hoffman
Mary Hoffman (* 20. April 1945 in Eastleigh, Hampshire) ist eine britische Kinderbuchautorin. Aus ihrer Feder stammen etwa 80 Romane.
Hoffman wuchs in London auf. Ab 1964 studierte sie zunächst an der Universität Cambridge Englische Literatur. 1968 wechselte sie an die Universität London und schloss diese 1970 mit einem Diplom in Linguistik ab.
Im gleichen Jahr begann sie die Arbeiten an ihrem ersten Buch White Magic, das 1975 veröffentlicht wurde. Ihre Fantasy-Geschichte Stravaganza fand 2012 mit dem Band City of Swords ihren bisherigen Abschluss.
Mary Hoffman ist die Herausgeberin einer Zeitschrift für Kinderliteratur und eine in England sehr erfolgreiche Autorin zahlreicher Kinder- und Jugendbücher. Sie lebt mit ihrem Mann und ihren Töchtern in West Oxfordshire.
Hoffman ist seit 1972 mit Stephen Barber verheiratet. Gemeinsam haben sie drei Töchter. Die älteste, Rhiannon Lassiter, ist selber als Autorin tätig.